# Milanka Bajčetić
Milanka (Đuranović) Bajčetić (Podgorica, 1961.), crnogorska slikarica i pjesnikinja iz Podgorice.

## Životopis
Rodila se u Podgorici. Autodidaktična slikarica. Na njezinom putu izgradnje predavali su joj akademski slikar Dobroslav Mrdak i Tinda Bulatović. Dio slikarskog opusa odnosi se na kulturnu i prirodnu baštinu Crne Gore. Članica je “Slikarskog uranka” iz Podgorice. Dizajnirala nekoliko knjiga. Osnivačica je NU “Likovni etnos Crne Gore”. Sudionica međunarodnog bijenala minijature u Nikšiću 2005. godine i na svjetskoj galeriji crteža u Skoplju – “OSTENart”, World Gallery of Drawing, 2014. godine. Nacionalna biblioteka Crne Gore "Đurđe Crnojević" otkupila je njene razglednice s motivima kulturno-povijesnog blaga i bioraznolikosti. Izlagala na samostalno i kolektivno u Crnoj Gori (Muzej i galerija Tivat, Muzej grada Perasta).